# Милитело Розмарино
Милитѐло Розмарѝно (на италиански: Militello Rosmarino; на сицилиански: Militeddu, Милитеду) е село и община в Южна Италия, провинция Месина, автономен регион и остров Сицилия. Разположено е на 450 m надморска височина. Населението на общината е 1315 души (към 2013 г.).